# Illa Flaubert
Illa Flaubert és una novel·la de Miquel Àngel Riera publicada l'any 1990.

## Premis
- Josep Pla, 1990[2]
- Joan Crexells, 1990[3]
- Nacional de la crítica 1990[4]
- Crítica Serra d'Or, 1990[4]
- Ciutat de Barcelona, 1990[4]